# Baccalauréat sciences et technologies industrielles en génie matériaux
Pour un article plus général, voir Baccalauréat technologique.
 (août 2024).
Si vous disposez d'ouvrages ou d'articles de référence ou si vous connaissez des sites web de qualité traitant du thème abordé ici, merci de compléter l'article en donnant les références utiles à sa vérifiabilité et en les liant à la section « Notes et références ».
 (janvier 2023).
Le baccalauréat sciences et technologies industrielles en génie matériaux est un baccalauréat technologique préparé dans les lycées généraux et technologiques français depuis [Quand ?]. Au cours de cette formation les étudiants sont formés sur quatre spécialités : plasturgie, fonderie, céramique et verre. Les enseignements de ce baccalauréat sont assez larges :
- Physique des matériaux
- Analyse du coût et de la qualité d’un produit
- Systèmes de production
- Energie électrique

## Matières
- Français (coefficient 1 à l'oral + 2 à l'écrit)
- Histoire - géographie (coefficient 1 à l'oral)
- Étude des constructions (coefficient 8 à l'écrit)
- Étude des systèmes techniques industriels (coefficient 9 en épreuve pratique)
- Sciences physiques appliquées (coefficient 5 à l'écrit)
- Langue vivante 1 (coefficient 2 à l'écrit)
- Mathématiques (coefficient 4 à l'écrit)
- Philosophie (coefficient 2 à l'écrit)
- Éducation physique et sportive (coefficient 2 en contrôle continu)

## Débouchés
Cette formation favorise la poursuite d’études dans le supérieur. De nombreux BTS à « dominante matériaux » proposent une scolarité parfaitement adaptée, mais aussi des DUT, classes préparatoires et écoles d’ingénieurs (notamment l'INSA).